# Monte Pindo
El Monte Pindo es un macizo de 627 metros de altura, que se encuentra en el municipio de Carnota (provincia de La Coruña, Galicia, España).

## Descripción
El Monte Pindo forma, junto con la playa de Carnota, el espacio natural llamado Carnota-Monte Pindo, catalogado como Lugar de Importancia Comunitaria y que se encuentra incluido en la Red Natura 2000. Tiene una superficie de 4629 ha y se encuentra en los municipios de Carnota, Mazaricos, Cee y Dumbría, entre la ría de Corcubión y la de Muros y Noya.
En 2010 nace en su vecindario un movimiento social exigiendo a la Junta de Galicia su declaración como parque natural.

## Historia

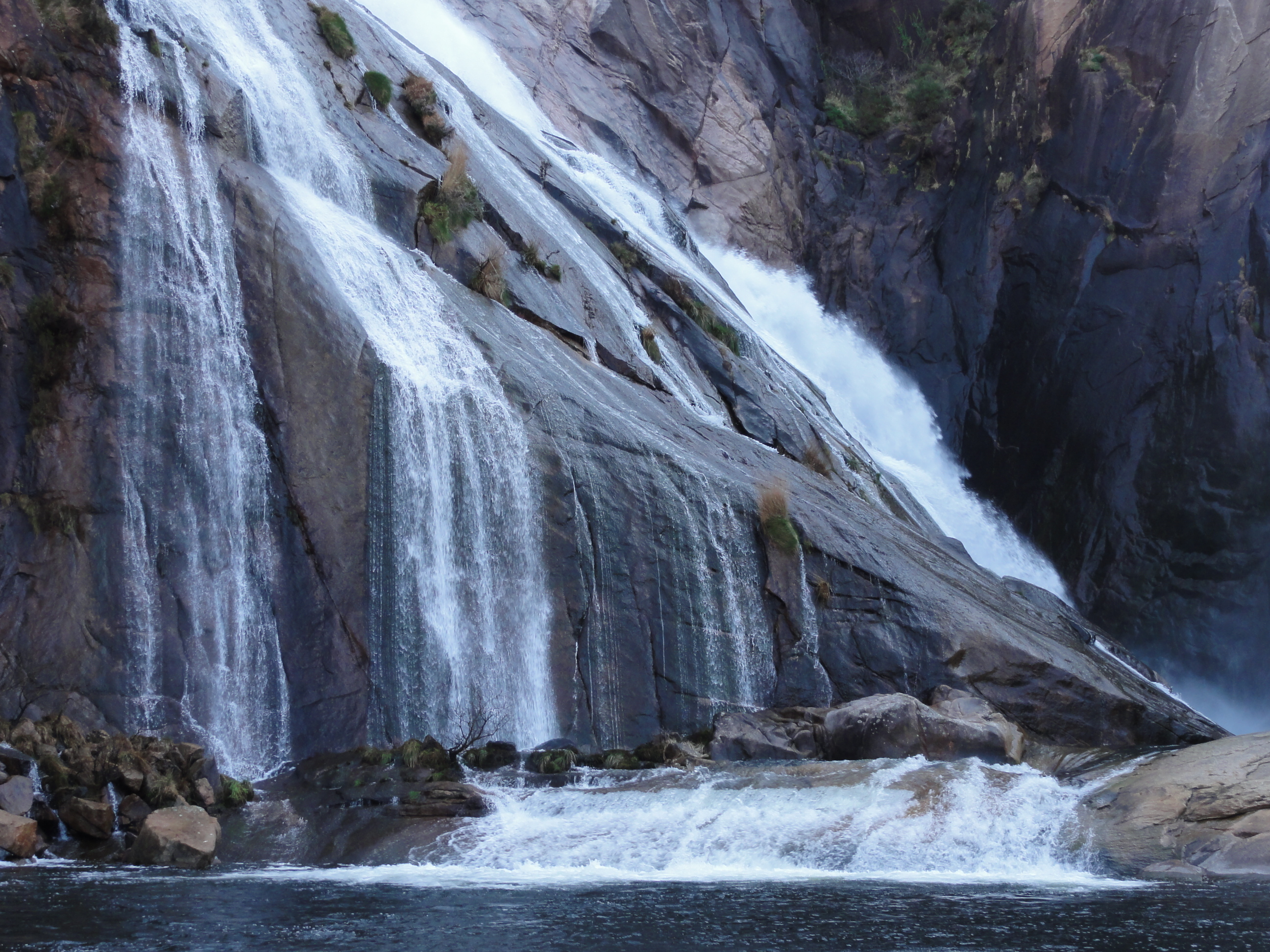
Vista de la cascada del Ézaro.

La particular geomorfología del Monte Pindo, salpicada de relieves en bolos de granito, inspiró gran cantidad de historias y leyendas de deidades, esculturas o monstruos y gigantes míticos, incluidas algunas sobre el río Jallas, debido a la cascada del Ézaro por caer sus aguas directamente sobre el agua salada del mar. En él se pueden encontrar numerosos restos arqueológicos, como petroglifos, útiles de bronce y restos de una supuesta antigua ermita.

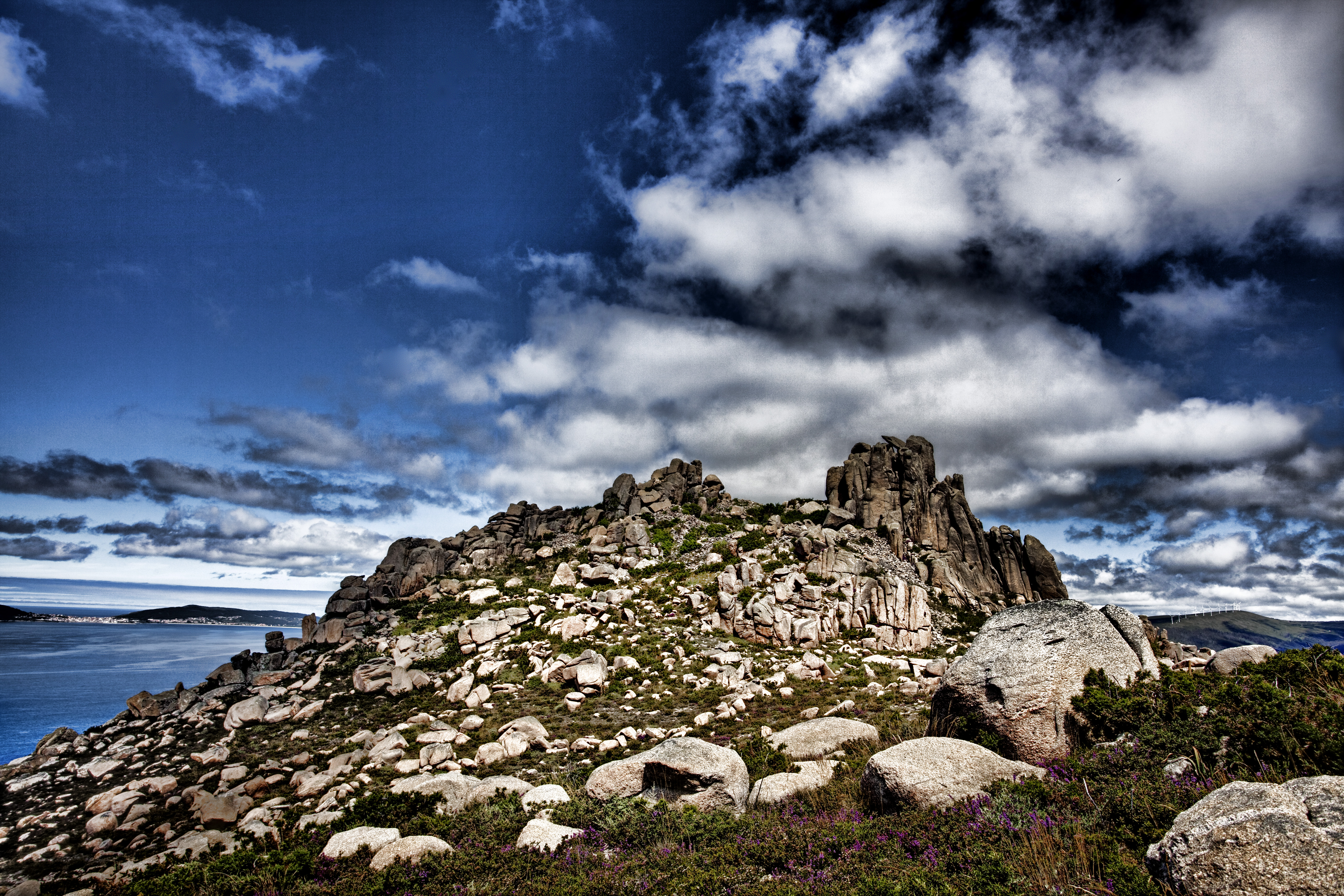
Castillo de San Xurxo.

En el siglo X Sisnando (obispo de Iria Flavia) ordenó la construcción del Castillo de San Xurxo en los límites del monte como protección ante los ataques de los piratas medievales. En él habitaron varias familias nobles de Galicia hasta que el castillo fue destruido en el año 1467 durante la Revuelta Irmandiña.
En este entorno se encontraban otros dos castillos, pero no se conservan restos materiales determinantes de ellos ni documentación analizable, más que una inscripción en latín en una piedra aislada:

Reis, bispos, presbíteros, todos por poderes recibidos de Deus, excomungaron aquí este castelo
Reyes, obispos, presbíteros, todos por poderes recibidos de Dios, excomulgaron aquí este castillo

Esta inscripción hace referencia a la excomunión que en 1130 lanzó Diego Gelmírez, arzobispo de Santiago, contra el conde de Traba, por tener prisionero en su castillo al arcediano de Trastámara.